# Kovářská
Kovářská (německy Schmiedeberg) je městys v Ústeckém kraji v okrese Chomutov. Stojí asi 25 kilometrů západně od Chomutova na hřebeni Krušných hor v nadmořské výšce okolo 800 metrů v údolí potoka Černá voda. Žije zde 961 obyvatel.
Okolní krajina byla osídlená již ve čtrnáctém století, ale první zmínky o Kovářské pochází až ze druhé poloviny šestnáctého století. Prvotní osídlení i počátky vesnice souvisí s těžbou a zpracováním železné rudy, které tvořily dominantní složku místního hospodářství až do první čtvrtiny devatenáctého století. Poté železářský průmysl v Kovářské podlehl konkurenci větších podniků a postupně byl nahrazen zejména podniky s potravinářským a textilním zaměřením. Většina jich zanikla po druhé světové válce, kdy došlo k výraznému úbytku obyvatel. Ve druhé polovině dvacátého století proto byla velká část zdejších domů upravena na rekreační objekty.

## Název
Původní německý název Schmiedeberg v překladu do češtiny znamená kovářský vrch. V historických pramenech se jméno vyskytuje ve tvarech Schmidberg (1555), Schmiedeberg (1580), Schmiedtberg (1654), a Schmiedeberg (1787). V češtině se v první polovině dvacátého století používalo jméno Šmídeberk a název Kovářská byl stanoven vyhláškou až roku 1948.

## Historie
Krajina v okolí Kovářské byla osídlena od čtrnáctého století, kdy zde stály hamry pánů ze Šumburka. Nejstarší z nich zvaný Starý zámek nejspíše zanikl ještě před rokem 1500. V údolí potoka se postupně vyvinula ulicová vesnice, kolem které stávaly menší osady a samoty zvané kouty. První písemná zmínka o Kovářské je z roku 1555. V systému vrchnostenské správy vesnice patřila k přísečnickému panství.

### Nejstarší dějiny

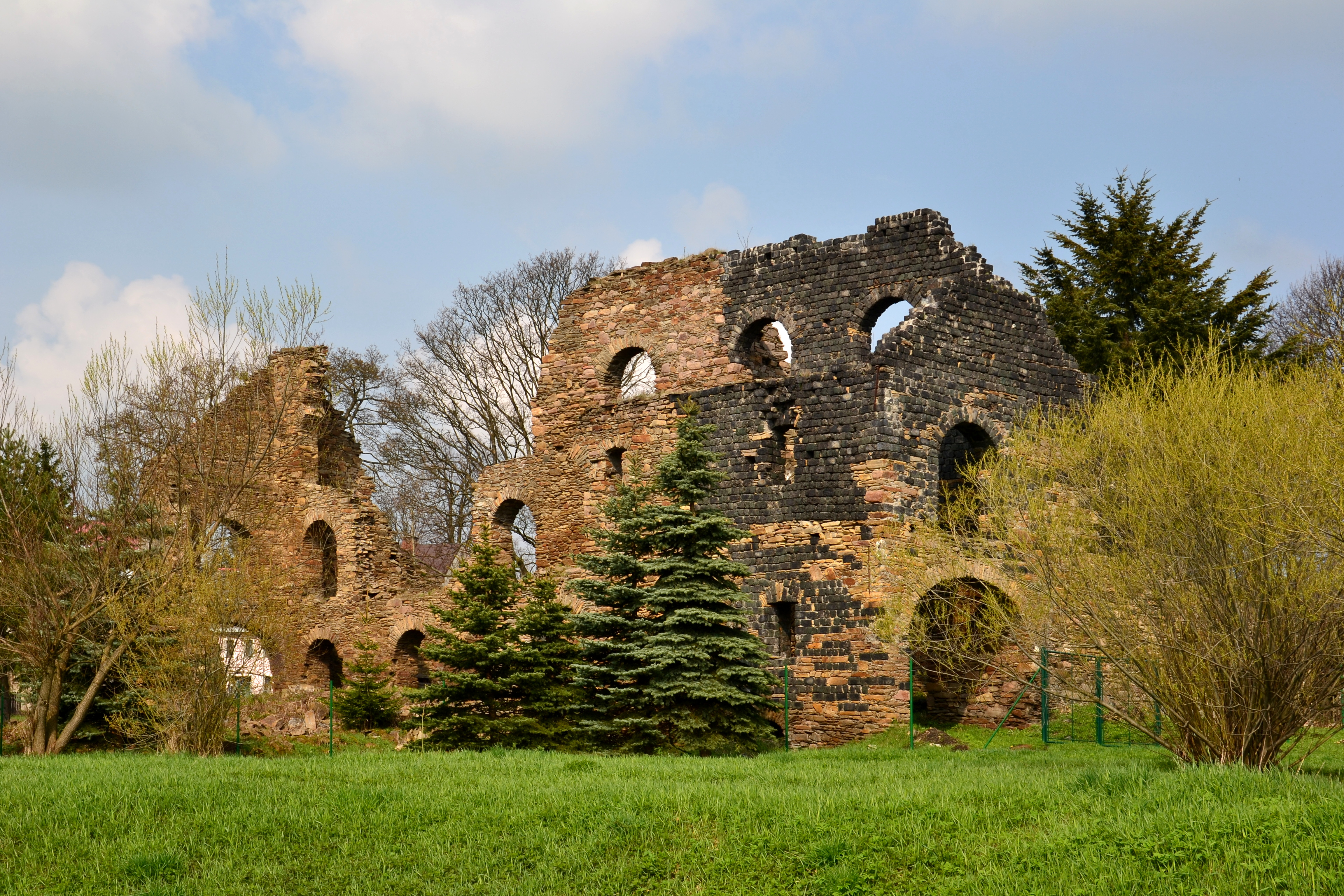
Zřícenina uhelny bývalé železárny

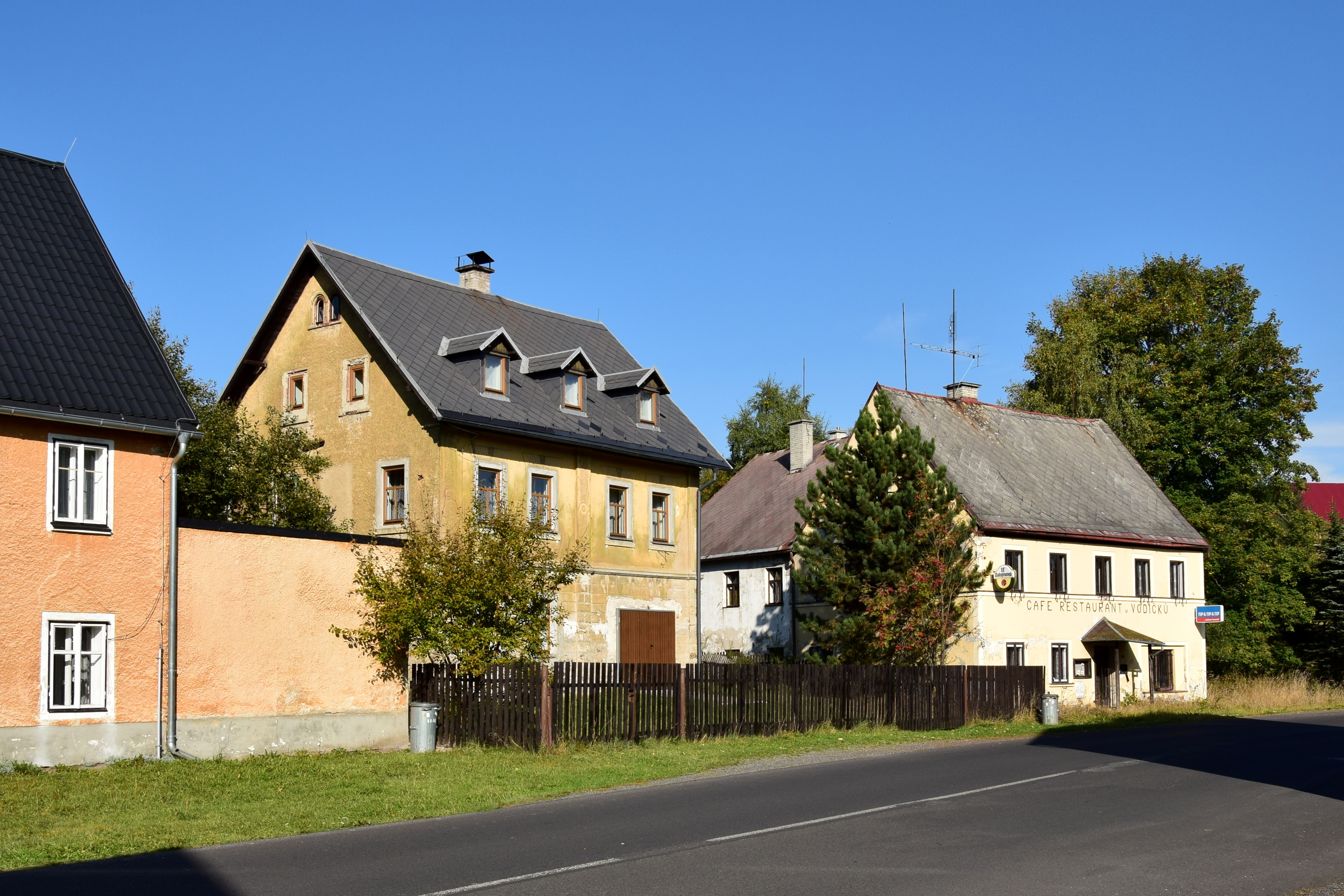
Domy v Dlouhé ulici

Již v roce 1594 byla v Kovářské spuštěna vysoká pec postavená Zachariášem Münchenem. Oproti starším hutím měla pec nižší spotřebu paliva a zároveň dosahovala vyšší teploty. Kromě toho nemusela být tavba přerušována, což vedlo k vysoké produkci železa, čemuž se musely přizpůsobit i doly a dodavatelé dřevěného uhlí. Roku 1595 zde Lobkovicové nechali postavit jednoduchou pec na zpracování železa, tzv. dýmačku, ale již o čtyři roky později v Kovářské fungovala skutečná vysoká pec, která patřila k nejstarším v Čechách.
Na počátku sedmnáctého století patřila zdejší huť Dorotě Schindlerové, manželce přísečnického hejtmana Samsona Schindlera, který se na straně stavů zúčastnil stavovského povstání. Po bitvě na Bílé hoře přišel o veškerý majetek včetně huti, která však byla roku 1622 Dorotě vrácena. Samotná třicetiletá válka Kovářskou těžce postihla. Četné průchody a střety vojsk vedly k úpadku podnikání. Podle pověsti jeden ze švédských oddílů na jaře roku 1641 zabloudil a celý i s koňmi utonul v rašeliništi. Událost připomíná pomník u silnice od nádraží do Háje a Českých Hamrů.
Podle Berní ruly z roku 1654 v Kovářské žilo 26 chalupníků a 30 zahradníků. Ve vesnici byli dva kováři, hospoda a jeden horník. O deset let později zde podle urbáře panství fungoval císařský hamr s vysokou pecí a třemi kovářskými hutěmi. Kromě nich zde byl mlýn a statek, kde se směla porážet zvířata a čepovat pivo. Od roku 1689 měl toto právo výběrčí cla z císařské celnice. Do doby okolo roku 1730 se vesnice rozrostla na 64 domů, ve kterých žilo 370 obyvatel, ale již o patnáct let později dosáhl počet obyvatel sedmi set. V dolní části vesnice byl spuštěn nový mlýn a u železárny přibyla jedna huť a budova šichtovního úřadu. K pozdržení dalšího rozvoje došlo v důsledku dalších válek a velkého hladomoru, při kterém v Kovářské roku 1772 zemřelo 179 lidí. Vesnice se však brzy vzpamatovala a roku 1780 v ní žilo kolem dvou tisíc lidí.

### 19. století

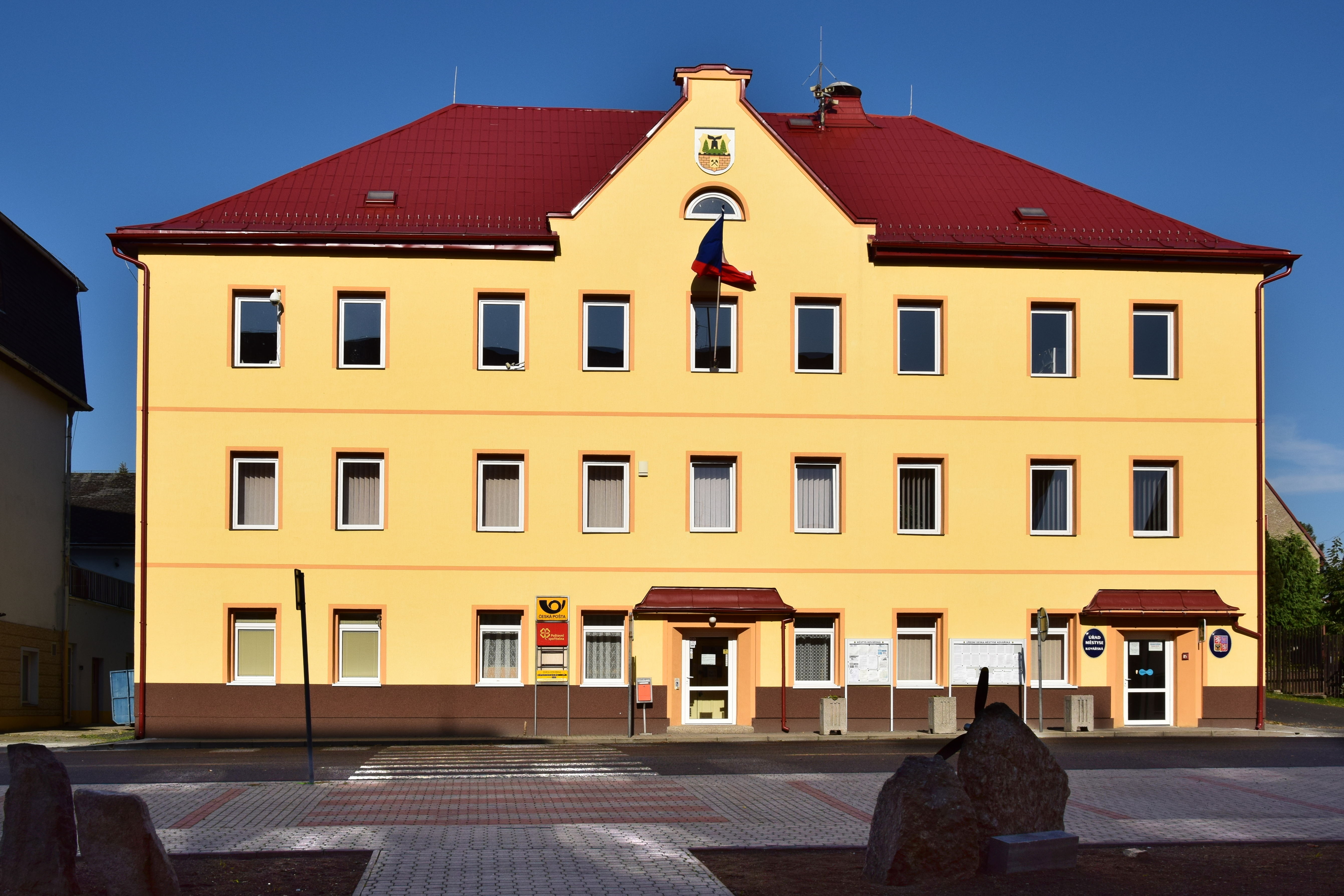
Budova obecního úřadu

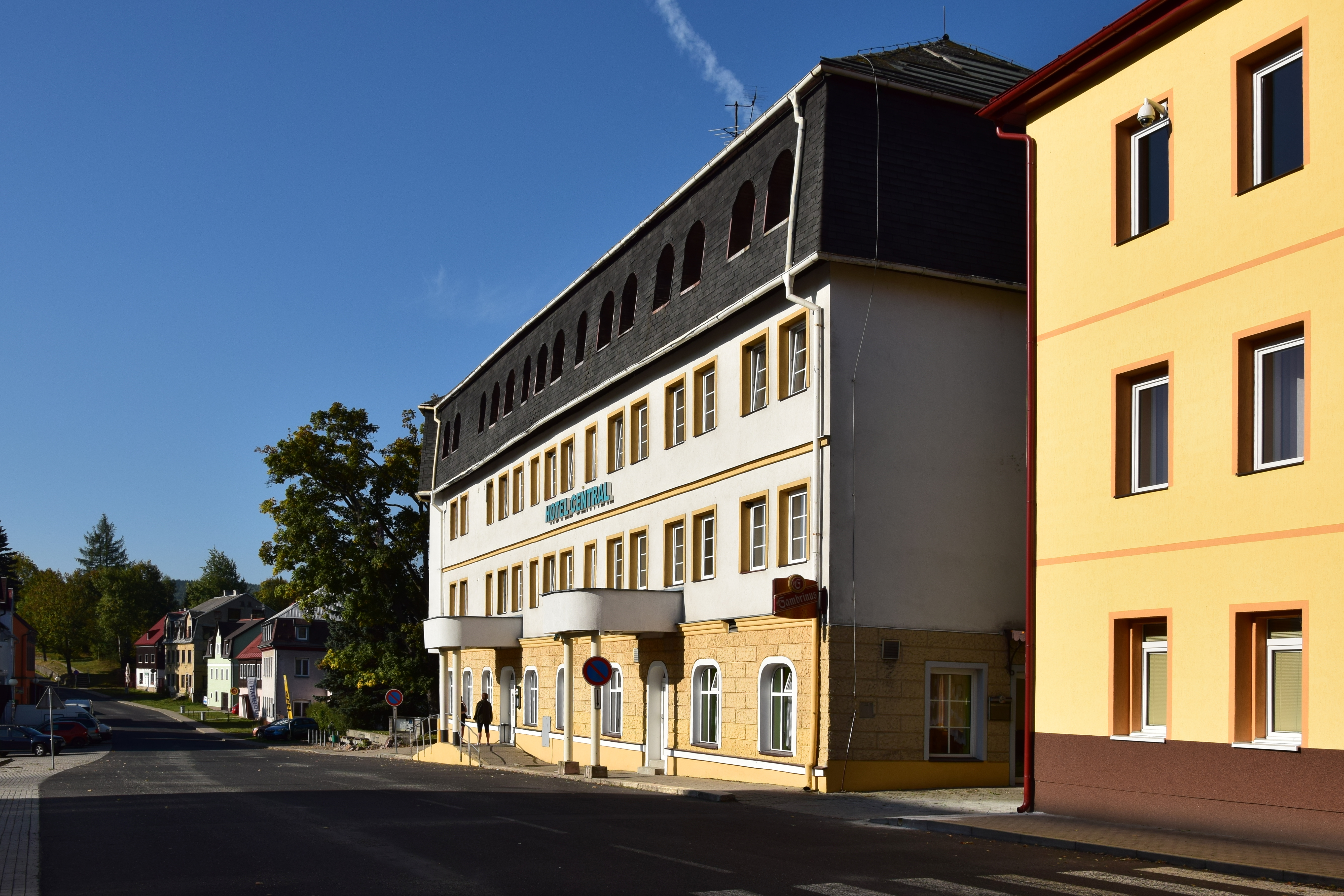
Hotel Central

Na rozdíl od předchozích konfliktů vedl alespoň začátek napoleonských válek na počátku devatenáctého století k dalšímu rozvoji hutního podnikání, protože se díky nim zvýšila spotřeba železa. S přihlédnutím k dostatečným zásobám železné rudy v okolí byla postavena nová vysoká pec, která nahradila starý podnik. Válečné události se okolí dotkly až roku 1813, kdy okolní krajinou procházelo sto tisíc vojáků. Přestože zde nedošlo k žádnému střetu, vojáci způsobili mnoho škod a rozšířili nakažlivé nemoci. Ukončení válek navíc znamenalo pokles výroby v železárně. Celkový úpadek na čas odvrátila hraběnka Gabriela Buquoyová, majitelka červenohrádeckého panství, která roku 1832 koupila přísečnické panství včetně Kovářské. Ze zdejší huti učinila pobočku svého podniku v Kalku.
Hospodářské problémy se plně projevily ve čtyřicátých letech devatenáctého století, kdy neúroda vedla k nedostatku potravin, a mnoho obilí se převáželo přes Krušné hory do Saska. Zchudlí obyvatelé Kovářské začali přepadávat povozy s obilím a dokázali přemoct i dvacetičlenný vojenský oddíl, který měl vozy hlídat. Celý spor uklidnilo až nasazení většího počtu vojáků, soud s 21 muži z Kovářské a potravinová pomoc hraběnky Buquoyové.
Po polovině devatenáctého století neodolala zdejší vysoká pec konkurenčnímu tlaku kladenských a ostravských železáren, a byla uzavřena. Kromě zpracování železné rudy přímo ve vesnici se na přelomu osmnáctého a devatenáctého století ve štole Michal na vrchu Milíře těžilo stříbronosné ložisko galenitu. Okolo roku 1839 je také severně od obce zmiňován kobaltový důl Marie pomocná. Roku 1869 koupila zdejší vysokou pec chomutovská Krušnohorská železářská a ocelářská společnost, ale již o šest let později ji prodala firmě Lienert a Weinert, která areál huti upravila na pilu a výrobnu šindelů. Celnice byla roku 1852 přestěhována do Výsady.
Další rozvoj průmyslu podpořilo otevření železniční trati Chomutov–Vejprty, na které byl zahájen provoz dne 1. září 1872. Jedním z podniků, které využily nových dopravních možnosti byla firma Antonína Kally, který nejprve provozoval pouze malý obchod, ale od roku 1888 začal zpracovávat ryby. Jeho podnik se postupně stal jedním z největších podniků na výrobu rybích konzerv ve střední Evropě. Kromě nich firma z odpadních materiálů vyráběla technický tuk, krém na boty nebo hnojivo. Firma AKAS založená roku 1909 nebo 1932 Anontonem Kallou vyráběla izolační trubky a při výrobě využívala elektřinu z malé elektrárny se dvěma Kaplanovými turbínami. Malou vodní elektrárnu s Francisovo turbínou provozovala od roku 1910 také firma Elstner v bývalém mlýně v Mlýnské ulici. O dva roky zahájila provoz městská elektrárna, která fungovala až do roku 1953.
V letech 1859 až 1922 se v Kovářské vyráběly zápalky. Továrna v roce 1903 vyhořela, ale byla obnovena a od roku 1908 začala s výrobou nejedovatých zápalek. Roku 1913 ji koupila akciová společnost Helios, která se roku 1922 přejmenovala na SOLO, ale vzápětí zde výrobu pro malý odbyt ukončila.

### 20. století

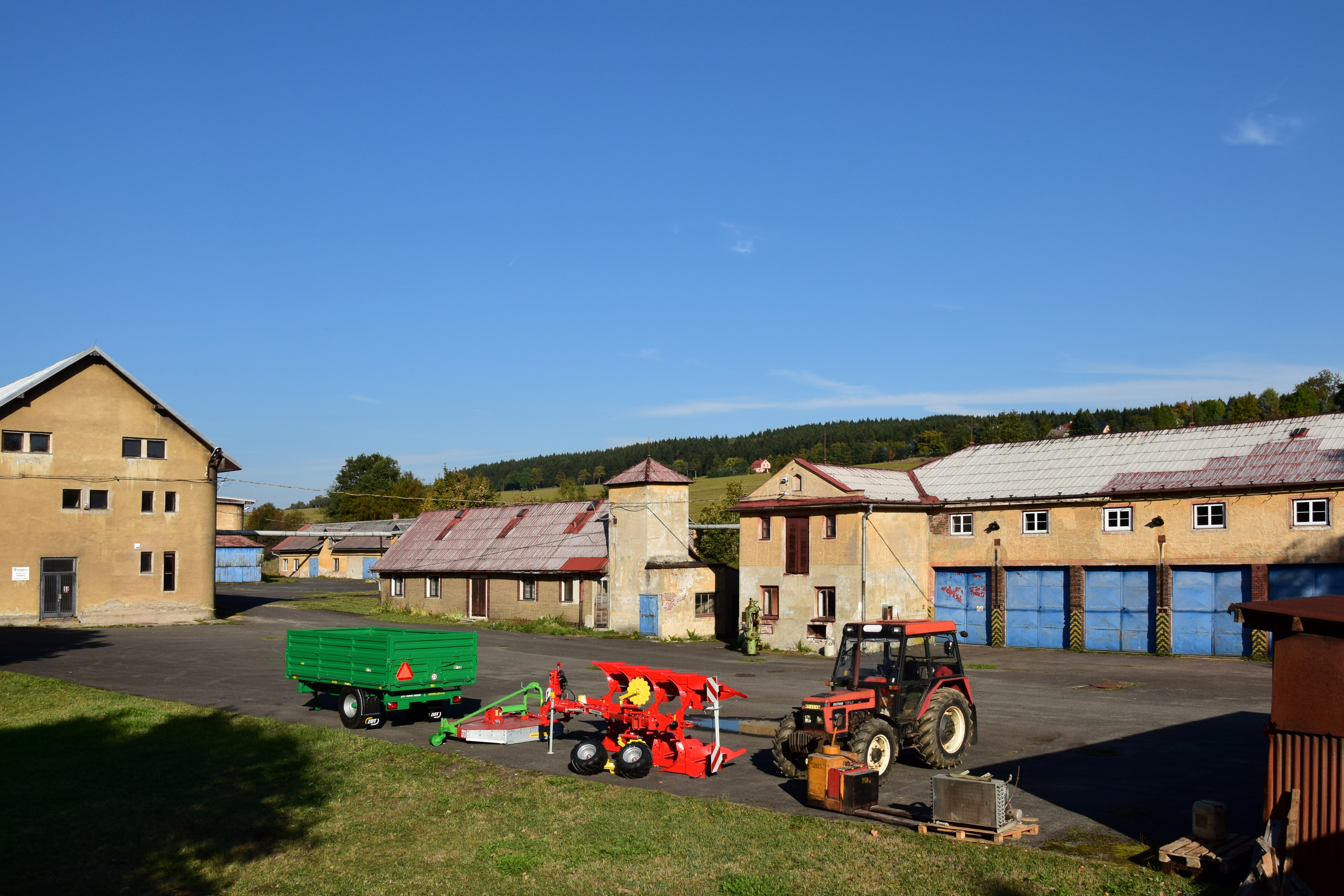
Areál společnosti Elektropřístroj, kde bývala továrna na výrobu rybích konzerv

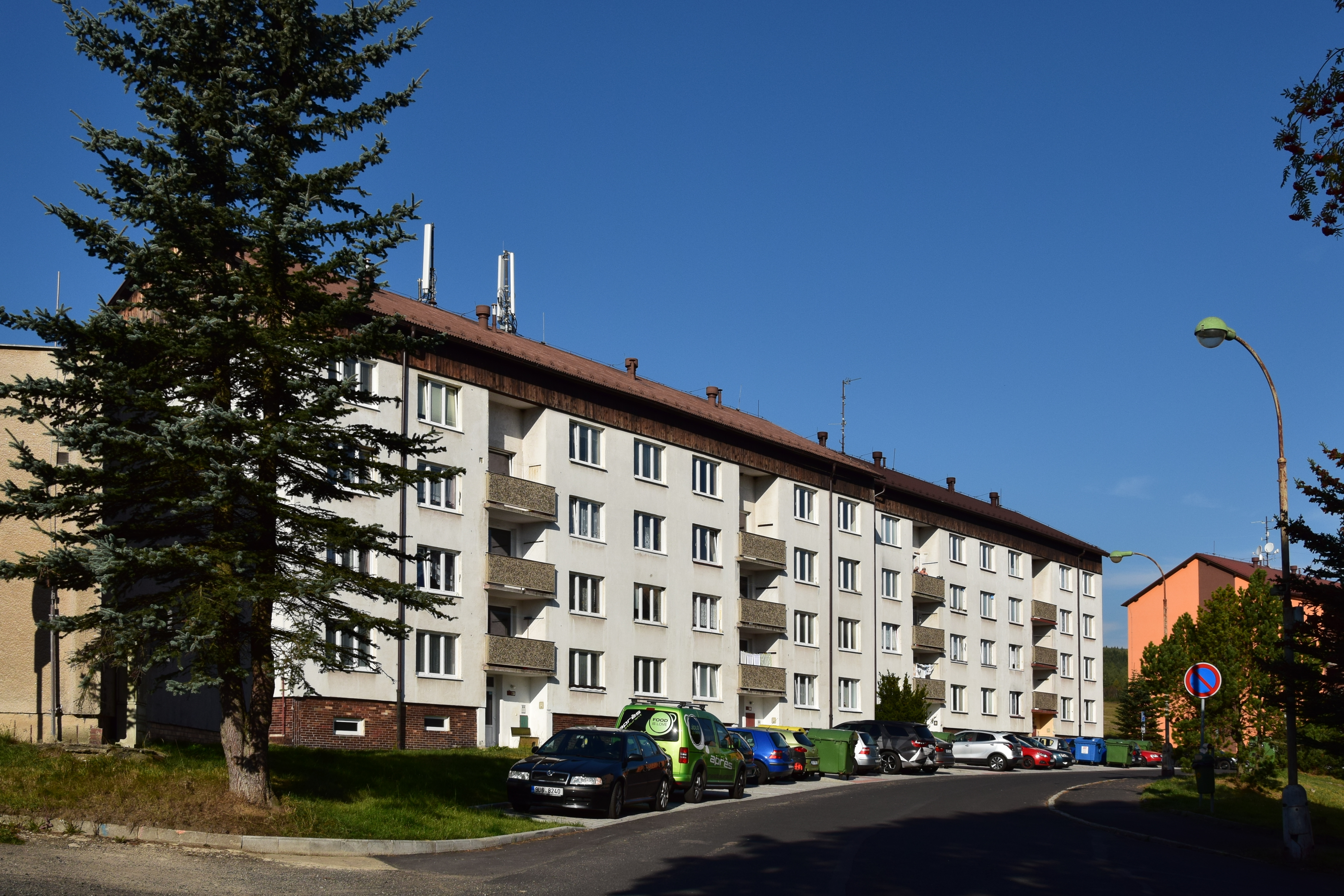
Panelové domy v ulici Sídliště

Drobný průmysl v Kovářské fungoval až do konce druhé světové války. Mnoho podniků se zabývalo výrobou textilního zboží, zejména prýmků, punčoch rukavic nebo knoflíků. Mezi větší podniky patřily továrny rytíře Gustava z Klierů. Zaměstnávaly kolem tří set dělníků a zaměřovaly se na výrobu sametu, který se vyvážel do Turecka, Egypta a Sýrie.
Významnou událostí druhé světové války u Kovářské byla letecká bitva, která se v okolí odehrála dne 11. září 1944 mezi stíhači Luftwaffe a bombardéry 8. letecké armády USA. Bylo při ní sestřeleno přes padesát letadel. Událost připomíná pomník před základní školou a Muzeum letecké bitvy nad Krušnohořím otevřené v devadesátých letech dvacátého století.
V červnu roku 1945 byla založena mlékárna, jejíž vybavení pocházelo ze zkonfiskovaných usedlostí v okolí. Čerstvé mléko se dováželo z okolních vesnic i z Vejprt. Samotná Kovářská do mlékárny dodávala 1200 litrů mléka. Podnik byl postupně začleněn do družstevních mlékáren v Chomutově, Karlových Varech a v Kadani a v roce 1952 byl jako nerentabilní uzavřen. Firma AKAS měla ještě v roce 1945 až 78 zaměstnanců (většinou Němců), ale o tři roky později byla začleněna do národního podniku Kablo a roku 1950 již v Kovářské nejspíše nevyráběla. Podobně továrna na zpracování ryb se stala součástí národního podniku Rybena, a přestože byla jeho největším provozem, byla roku 1952 uzavřena. Její budovy po čase převzal a v letech 1958–1962 zrekonstruoval podnik Elektropřístroj, který je využíval ještě v devadesátých letech dvacátého století.
Po roce 1990 v Kovářské proběhly rekonstrukce veřejných prostor a telekomunikačních zařízení. Prostory bývalé mateřské školy byly upraveny na kulturní centrum. Od roku 2003 zde sídlí a vyrábí společnost PPI – protipožární dveře.

## Obyvatelstvo
Při sčítání lidu v roce 1921 zde žilo 3998 obyvatel (z toho 1900 mužů), z nichž bylo třináct Čechoslováků, šestnáct cizinců a zbytek tvořili lidé německé národnosti. Kromě 24 evangelíků, pěti židů a jedenácti lidí bez vyznání patřili ostatní k římskokatolické církvi. Podle sčítání lidu z roku 1930 měla Kovářská 4297 obyvatel: 55 Čechoslováků, 4211 Němců, dva příslušníky jiné národnosti a 29 cizinců. Výrazně převažovala římskokatolická většina, ale žilo zde také 38 evangelíků, tři členové církve československé, jeden člen nezjišťovaných církvi a 148 lidí bez vyznání.
| Rok            | 1869  | 1880  | 1890  | 1900  | 1910  | 1921  | 1930  | 1950  | 1961  | 1970  | 1980  | 1991  | 2001  | 2011  | 2021 |
| -------------- | ----- | ----- | ----- | ----- | ----- | ----- | ----- | ----- | ----- | ----- | ----- | ----- | ----- | ----- | ---- |
| Počet obyvatel | 2 942 | 3 467 | 3 944 | 4 159 | 4 443 | 3 998 | 4 297 | 2 122 | 1 636 | 1 343 | 1 614 | 1 425 | 1 401 | 1 106 | 940  |
| Počet domů     | 291   | 365   | 409   | 430   | 440   | 482   | 562   | 584   | 386   | 324   | 319   | 360   | 452   | 453   | 435  |

## Správa městyse
Dne 24. dubna 2013 byl obnoven obci status městyse.

### Symboly městyse
Vlajka byla městysi udělena rozhodnutím předsedy Poslanecké sněmovny Parlamentu České republiky dne 12. května 2016.

## Společnost

### Školství
Nejstarší škola byla v Kovářské již roku 1620. Jedním z opatření, které mělo zmírnit důsledky úpadku železářství, bylo otevření dívčí odborné školy v roce 1856. Škola fungovala v domě čp. 30 a dívky se učily háčkovat a vyrábět pletené zboží a krajky. Školní budova pro 920 žáků byla otevřena roku 1908. Sídlí v ní Základní škola a mateřská škola Sgt. J. C. Kluttze, přičemž pro potřeby mateřské školy se využívá budova v sousedství. Základní škola měla ve školním roce 2018/2019 devět ročníků.

### Kultura a sport

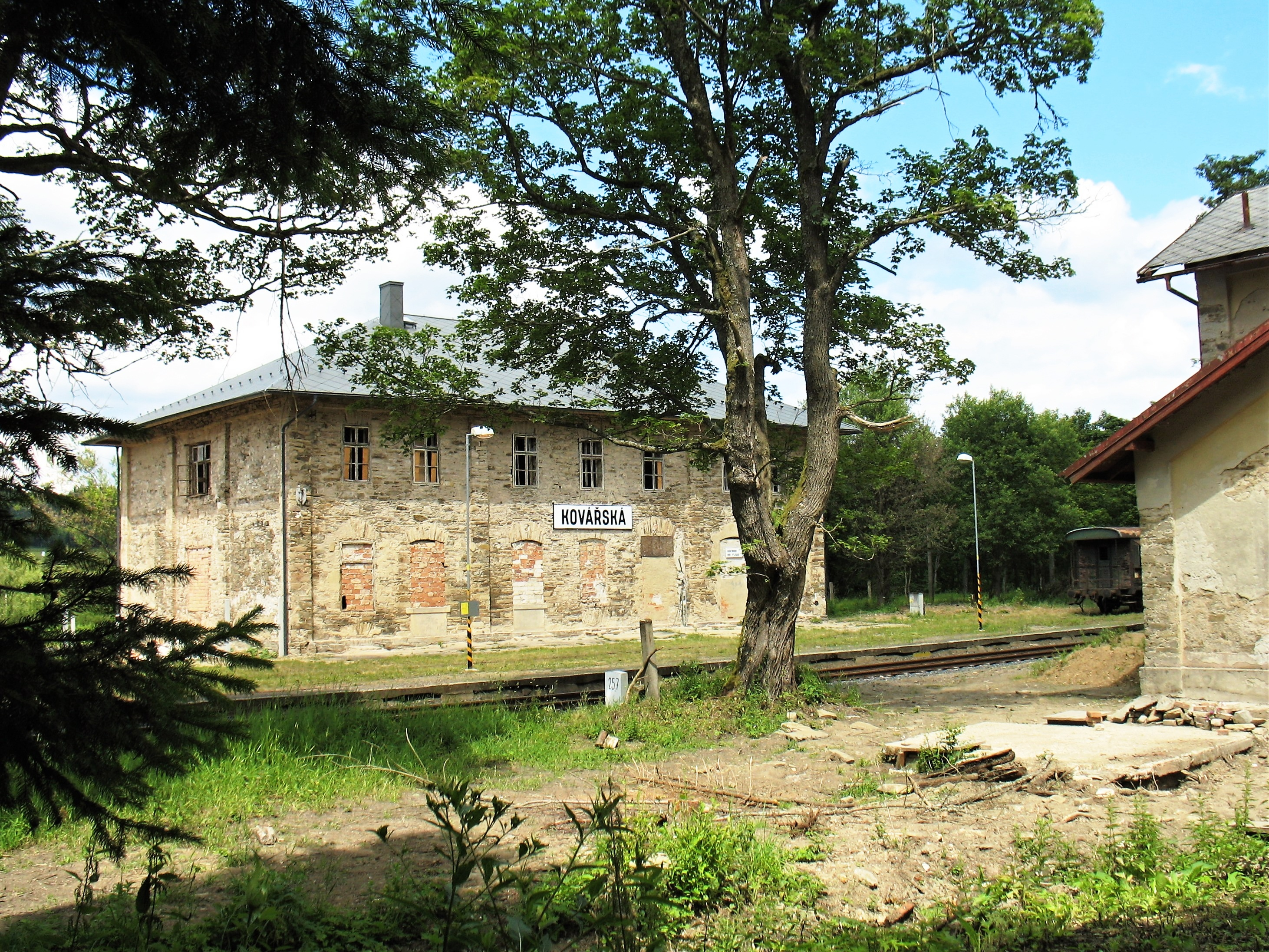
Železniční zastávka Kovářská

Z kulturních institucí je v Kovářské od roku 1982 otevřená knihovna, která navazuje na tradici starších knihoven z devatenáctého a první poloviny dvacátého století. Byly jimi Katolicko-politický čtenářský spolek založený roku 1869, Německá obecní knihovna a Knihovna německých škol. Základem poslední z nich se stala žákovská knihovna založená roku 1863 místním pěveckým spolkem Konkordia.
V budově bývalé továrny na knoflíky v městečku od roku 1962 funguje domov pro mentálně postižené.
Hasičský sbor byl v Kovářské založen v listopadu roku 1875 a do konce téhož roku bylo jeho členy 72 mužů. Z radničního příspěvku ve výši tří set zlatých hasiči pořídili základní výzbroj. Z obecní pokladny a sponzorských příspěvků se hradilo vybavení i v dalších letech. V roce 2018 měl zdejší sbor dobrovolných hasičů osmičlennou jednotku zařazenou do integrovaného záchranného systému.
Mezi sportovní kluby patří fotbalový klub TJ Jiskra Kovářská.

## Doprava
Podél jižního okraje Kovářské prochází železniční trať Chomutov–Vejprty, na níž jsou zde dvě zastávky: Kovářská městys a Kovářská. Někdejší pravidelná osobní doprava na této trati byla nahrazena sezónními spoji, které zde jezdí pouze o víkendech a státních svátcích v době letní turistické sezóny. Dopravce České dráhy zde v roce 2019 vystřídala soukromá železniční společnost Die Länderbahn CZ, jejíž vlaky zajíždějí až do Cranzahlu. Denně projíždí Kovářskou více přímých autobusových spojů na lince Vejprty – Klášterec nad Ohří – Kadaň. Tyto spoje mívají ve Vejprtech návazné připojení do saského města Annaberg-Buchholz.

## Pamětihodnosti

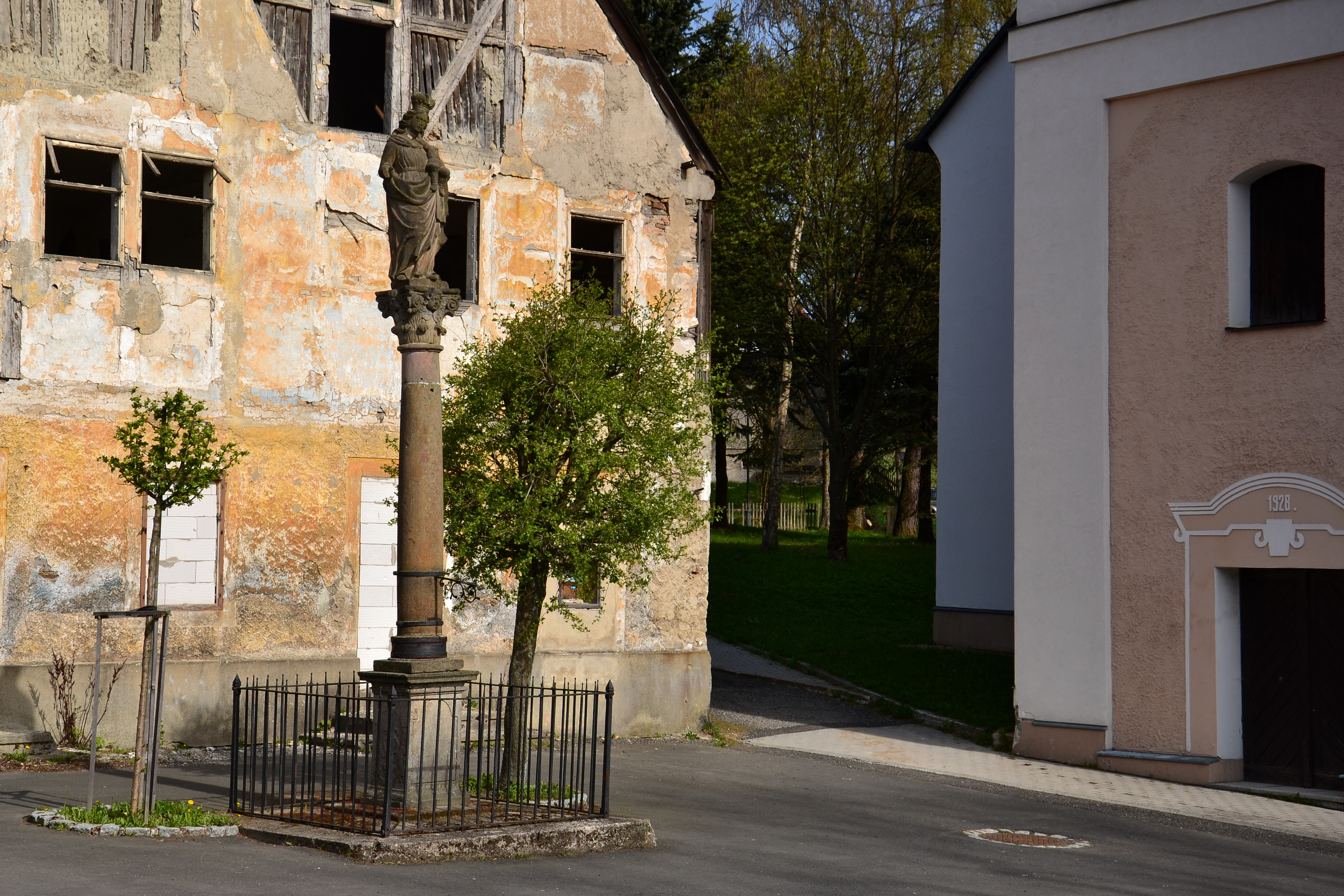
Mariánský sloup před kostelem

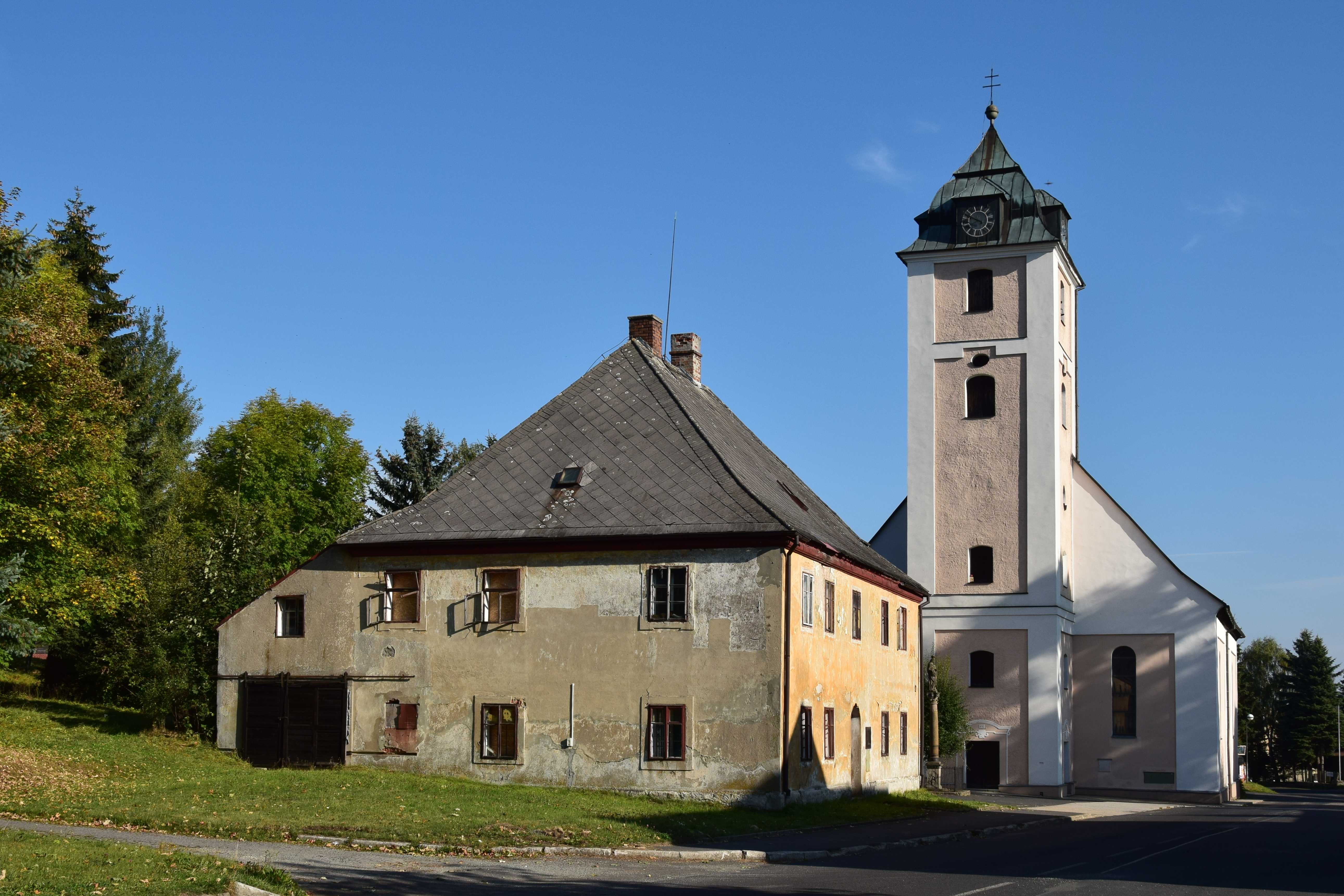
Fara s kostelem svatého Archanděla Michaela

- Před kostelem stojí sloup se sochou Panny Marie z roku 1707 obnovený roku 1928.[34] Sochu Panny Marie doplňují čtyři andělé a dvojice lvů se znakem pekařů a korunou.[35]
- Pozdně barokní budova fary (dům čp. 72) vznikla v roce 1756 úpravou starší chalupy a v letech 1794–1796 byla rozšířena o první patro.[35][11]
- Zřícenina uhelny z roku 1803 je pozůstatkem místní železárny. Součástí památkově chráněného areálu je také blízký Hamerní rybník s rozlohou 6289 m².[36][37][38]
- Barokní kostel svatého Michaela Archanděla z roku 1710 byl obnoven v letech 1782 a 1928.[34] Poslední rekonstrukce proběhla v devadesátých letech dvacátého století.[19]
- Na severním okraji Kovářské stojí kaple svatého Marka v místech, kde od šestnáctého století býval kříž. Společnost pro její vybudování byla založena roku 1893, ale stavbu se podařilo dokončit až v roce 1913.[15]
- Muzeum letecké bitvy nad Krušnohořím dne 11. září 1944
- V lese mezi Vlčím kopcem a návrším Na Vrchu stojí zřícenina vápenky z poloviny devatenáctého století. Nachází se asi 900 m jihozápadně od železniční zastávky Kovářská a necelé tři kilometry od centra městyse, ovšem již v katastrálním území Háj u Loučné pod Klínovcem. Na rozdíl od památek v Kovářské, která se nezačlenila do projektu Středoevropská kulturní krajina Montanregion Erzgebirge/Krušnohoří – cesta ke světovému dědictví UNESCO, je vápenka tzv. přidruženým objektem Hornického regionu Erzgebirge/Krušnohoří, zapsaného v roce 2019 na seznam Světového dědictví UNESCO. K vápence vede zeleně značená turistická trasa.

## Osobnosti
- Emil Theumer (1827–1890), právník a politik
- Leo Theumer (1829–1913), právník a politik
- Anton Kreuzig (1828–1905), politik
- Wilhelm Pichler (1849–1901), politik
- Helmut Gaensel (* 1934), „hledač“ štěchovického pokladu